# Heinz Worner
Heinz Worner (* 12. Dezember 1910 in Charlottenburg; † 7. März 2008 in Berlin) war ein deutscher Bildhauer. Viele der Werke des aus dem englischen Exil Zurückgekehrten befanden sich zur DDR-Zeit im öffentlichen Raum Berlins, zum Teil bis heute.

## Leben und Wirken
Worner war der Sohn des Tischlers Max Worner, der im Ersten Weltkrieg fiel. Seine Mutter, die als Dienstmädchen arbeitete, starb 1929 an Tuberkulose.
Nach dem Schulbesuch in Charlottenburg, das zwischenzeitlich zu Groß-Berlin eingemeindet worden war, absolvierte Heinz Worner von 1925 bis 1929 eine Ausbildung zum Steinbildhauer in einer Alabasterfabrik mit anschließender Übernahme in eine Festanstellung. Außerdem besuchte er Abendkurse an der Unterrichtsanstalt des Kunstgewerbemuseums Berlin (UAKGM) unter anderem bei Felix Kupsch. Bei Kupsch führte er eine Reihe keramischer Auftragsarbeiten für Bauten aus. Von 1929 bis 1932 arbeitete er als Stuckateur, vor allem auf dem Bau.
Erste politische Impulse erhielt er durch den Onkel mütterlicherseits, der ihn mit anarchistischem Gedankengut vertraut machte. Durch die „Naturfreunde“ und den zur Kampfgemeinschaft für Rote Sporteinheit (kurz: „Rotsport“) gehörenden Arbeiter-Ertüchtigungsverein „Fichte Berlin“, den er als Jugendleiter unterstützte, wurde er an das kommunistische Weltbild herangeführt. Nach einer Moskau-Reise zum 14. Jahrestag der Oktoberrevolution im Jahr 1931 trat er in die KPD ein. Es folgte in der Weltwirtschaftskrise eine Phase der Arbeitslosigkeit, die es ihm aber ermöglichte, parteipolitisch aktiv zu werden. Schließlich wurde er wegen illegaler politischer Arbeit für die KPD im Oktober 1933 für sechs Wochen im Columbiahaus in „Schutzhaft“ genommen.
Ab 1934 war Heinz Worner freischaffend und bezog ein kleines Atelier in der Ateliergemeinschaft Klosterstraße, wo auch Hermann Blumenthal, Ludwig Kasper, Käthe Kollwitz und Herbert Tucholski arbeiteten. Dieses fungierte zugleich als Anlaufstelle für Prager KPD-Kuriere. Um sein Einkommen zu sichern, half er im Atelier von Adolf Abel aus, der Reliefs für die Reichsautobahn entwarf und ausführte.
1937 flüchtete er vor den Nationalsozialisten nach Prag und wirkte dort im Oskar-Kokoschka-Bund mit. Untergebracht war er in einem von der „Vereinigung zur Unterstützung deutscher antifaschistischer Emigranten“ angemieteten ausgedienten Fabrikgebäude in Prag-Straschnitz (Strašnice), das 120 Menschen Platz bot. Vor den in Prag einmarschierenden deutschen Truppen floh Worner im April 1939 über Polen nach London.
Von dort führte ihn ein Auftrag für ein knappes Jahr nach Glenarm Castle, County Antrim, in die Nähe von Belfast. Er realisierte nach den Entwürfen der Ehegattin des Besitzers vier große plastische Arbeiten für das Schloss. 1940 wurde der aus dem Land des nunmehrigen Kriegsgegners Stammende (ein sogenannter „Enemy Alien“) in ein Internierungscamp nach Kanada verbracht. Im Sommer 1941 konnte er das Lager wieder Richtung Großbritannien verlassen. Worner wurde Mitglied im Freien Deutschen Kulturbund (FDKB) in London und war von 1941 (in Nachfolge von Fred Uhlmann und Paul Hamann) bis zur Auflösung 1946 Sekretär im Fachbereich der bildenden Künstler („Sektion Malerei und Bildhauerei“). Er organisierte Ausstellungen mit aus Deutschland geschmuggelten illegalen Flugschriften, Flugblättern und Zeitungen, die den Widerstand seiner Landsleute gegen den Nationalsozialismus dokumentierten, und hielt Einführungsvorträge. Die bekannteste Ausstellung dieser Art war 1942 die gemeinsam mit René Graetz, John Heartfield und Johann Fladung zusammengetragene mit dem Titel Allies inside Germany (auch: Allies inside Nazi-Germany), die zuerst in London gezeigt wurde und danach als deren Fortsetzung We accuse – Ten Years of Hitler Fascism in Form einer Wanderausstellung in anderen Städten Großbritanniens. Außerdem gestaltete die Sektion im Februar 1943 mit dem Jewish Cultural Club die Ausstellung Artist Aid Jewry Exhibition in der Londoner Whitechapel Art Gallery. Über die Ausstellungsarbeit hinaus machte die Sektion weitere kulturelle Angebote, angefangen bei Diskussionsabenden, Vorträgen und Führungen bis hin zu Ausbildungsabschlüssen für jüngere Künstler auf der Freien Deutschen Hochschule oder auf kooperierenden englischen Schulen. Von Worner entstanden in London vor allem Papierarbeiten (Zeichnungen, Aquarelle, Pastelle, die oft Londoner Stadtansichten zeigen) und einige Plastiken (u. a. die Porträtbronzebüste Otto Franke).
Nach Kriegsende sah Worner eine Zukunftsperspektive in der sowjetisch besetzten Zone Deutschlands. Da die britischen Behörden ihn lieber in Berlin in der britischen Besatzungszone gesehen hätten, verzögerten sie das Genehmigungsverfahren und er kehrte erst im Herbst 1946 mit seiner Familie zurück nach Berlin. Zunächst wohnte er zusammen mit der Familie in Berlin-Nikolassee, aber 1950 zog er, da 1948 in Westberlin die Währungsreform in Kraft getreten war, er hingegen in Ost-Berlin arbeitete, nach Berlin-Pankow.
Er arbeitete von 1947 bis Frühjahr 1948 als Redakteur im ostdeutschen Volk und Wissen Verlag. Dort war er für propagandistische Wandzeitungen zuständig. Deren „Nr. 8“ zum Thema „Jugoslawien“ erregte den Ärger sowjetischer Kontrolloffiziere – der Vorwurf lautete „Titoismus“. Eine Referenten-Tätigkeit in der Deutschen Verwaltung für Volksbildung (von Oktober 1948 bis 1949) sowie eine für bildende Kunst in der Gesellschaft zum Studium der Kultur der Sowjetunion, der späteren Gesellschaft für Deutsch-Sowjetische Freundschaft (von März 1949 bis 1951) schlossen sich an. Im August 1949 saß Worner im Preisrichter-Kollegium mit Willi Bredel, Max Lingner, Herbert Volkmann (Hauptamtsleiter Kunst und Literatur der Deutschen Verwaltung für Volksbildung), Eva Romminger (Slawistin, später: Eva Kosing) und Jan Bontjes van Beek, das Emblem-Entwürfe für die Gesellschaft für Deutsch-Sowjetische Freundschaft prämierte.
Ab 1949 gab er – ohne feste Anstellung – im Institut für Kunsterziehung an der Pädagogischen Hochschule einmal wöchentlich Unterricht im Modellieren und Aktzeichnen. Inmitten der anhaltenden Teilungswirren der Institution gab er dies um 1950/1951 auf.
1951, inzwischen im Ostteil der Stadt, gründete er mit anderen Künstlern wie René Graetz und Paul Rosié die Kleine Galerie Pankow im Haus des Deutschen Kulturbundes.
Von September 1951 bis 1957 war er Dozent für Plastik im Grundstudium an der Hochschule für bildende und angewandte Kunst in Berlin-Weißensee. Danach war er freischaffend als Bildhauer, vor allem im Bereich Büsten und Reliefs, tätig und begann sich kulturpolitisch für seinen Stadtteil und dessen Bewohner zu engagieren. So rief er einen Modellierzirkel für Kinder ins Leben, den nach über 30 Jahren eigener regelmäßiger Betreuung einer seiner Söhne weiterführte.
Zusammen mit seinem ehemaligen Kunsthochschul-Schüler Siegfried Krepp gestaltete er 1958 die Gedenkstätte am Gründungsort des Spartakusbundes in der Chausseestraße 121, Berlin-Mitte. Die am 8. November eingeweihte geschwungene Steinwand mit den eingehauenen letzten, vor seiner Ermordung geschriebenen Worten von Karl Liebknecht. In dieser Form existiert das Denkmal heute nicht mehr.
Im Stadtbezirk Pankow war er ab 1961 Mitglied der Kreisleitung des Deutschen Kulturbundes und vertrat dessen Interessen in der Stadtbezirksversammlung. Anfangs war es nicht leicht für ihn, Akzeptanz für das Einkalkulieren von Kunst im öffentlichen Raum im Finanzplan zu erreichen, doch allmählich gehörten Plastiken und Brunnen wie selbstverständlich zum bezirklichen Erscheinungsbild. 1965 wurde er Vorsitzender der Berliner Sektion der Bildhauer im Verband Bildender Künstler der DDR, dem er ab 1952 angehörte. 1978 wurde er Ehrenmitglied des Künstler-Verbandes. Den „Westemigranten“ haftete der Makel an, möglicherweise nicht vollumfänglich dem östlichen Demokratieverständnis zu entsprechen. Man übertrug ihnen lieber keine führenden Positionen und sie selbst waren bedacht, keinen Anlass für Zweifel an ihrer Gesinnung aufkommen zu lassen. So war auch bei Worner in den 1960er Jahren ein emphatischer Tonfall bei politischen Bekundungen zu vernehmen. Beispielsweise nannte er den späteren Friedensnobelpreisträger Willy Brandt einen Kriegspolitiker, der dem Frieden im Wege stehe, oder er beschwor apodiktisch die Überlegenheit des ostdeutschen Gesellschaftssystems gegenüber dem westdeutschen in allen Belangen.
Den Auftrag für die Außenwandgestaltung des neuen Rechenzentrums am städtebaulich neu konzipierten Alexanderplatz erhielt Heinz Worner, der im Frühjahr 1969 den Bildhauer Karl Hillert und den Architekten Werner Kötteritz hinzuzog. Im Laufe der Planungen wurde Kötteritz durch Worners Pankower Künstlerkollege Harry Lüttger ersetzt. Im August 1970 wurde die Bauplastik Die Geschichte der Mathematik ebenerdig am Gebäude angebracht. Inzwischen wurde sie in den Innenhof des Bundesministeriums für Arbeit und Soziales transloziert. Sie besteht aus fünf durchbrochenen Metallreliefs von 2,50 mal 2,50 Meter Größe, die Rechenobjekte, Rechenmaschinen, Lehrsätze, Formeln und praktische Anwendung darstellen. Worner erfüllte während der Entstehungszeit einen weiteren Auftrag, und zwar arbeitete er an der Büste Fritz Schmenkel (im Dritten Reich hingerichteter Widerstandskämpfer) für das Armeemuseum in Potsdam.
Viele seiner Zeitungsartikel und Fachaufsätze wie auch Vorträge entstanden auf Basis seiner Auslandserfahrungen. Die Betrachtungen bezogen sich überwiegend auf kulturelle Aspekte des Lebens in Großbritannien, im kanadischen Internierungscamp, der Sowjetunion, dem Irak, Ägypten und Syrien. Das Reisen erfolgte im Auftrag des Ministeriums für Kultur, um Kunstausstellungen im Ausland aufzubauen oder für Delegationen zu dolmetschen. Anfang der 1950er-Jahre hatte er bereits mit Studenten der Hochschule eine Studienfahrt nach Bulgarien unternommen. Privat bereiste er außerdem Jugoslawien, Italien, Frankreich und Polen; auch besuchte er mehrmals das ihm vertraute Großbritannien. In der DDR organisierte und kuratierte er von 1960 bis 1961 die Ostsee-Bienale in Rostock sowie die Freiluftpräsentation Plastik und Blumen in Berlin-Treptow in den Jahren 1969 und 1971.
Worner war seit 1942 verheiratet und hatte vier Söhne. Sein Sohn Thomas Worner (* 1951) studierte Design und arbeitet als Keramiker. 

## Worner-Zitat zum Berufswunsch
„Als ich ein Kind war, ging ich einmal mit meiner Mutter durch die Siegesallee. Sie erklärte mir damals, wer sich da, und zu welchem Behufe, Denkmäler setzte. Später, mit dem Erwachen des politischen Bewusstseins, nahmen das Staunen und der Respekt vor diesen „Siegern“ merklich ab. Doch es entstand der Wunsch: So etwas Ähnliches müßte die Arbeiterklasse auch haben. Ich meine natürlich keinen Abklatsch von diesem Rummel, sondern irgendwie den baulich und ästhetisch deutlich gemachten Anspruch unserer Ideen und Ideale.“

## Rezeption in der DDR
Der DDR-Kunsthistoriker Harald Olbrich schrieb 1971 in der Berliner Zeitung, aus den dominierenden Themen und der „künstlerischen Handschrift“ spreche eine zeitlebens dem „Kampf und Sieg der deutschen Arbeiterklasse“ gewidmete Motivation. Monumentale Gestaltungen, Bauplastik und Denkmäler gehörten zu seinen Leistungsnachweisen. Die baugebundenen Arbeiten zeugten „gleicherweise von dem ideologischen und künstlerischen Verantwortungsbewußtsein wie von dem Bestreben, neue Probleme aufzugreifen“. Zu dem Reliefband Erfindung des Rades, für einen Schulneubau in Berlin-Pankow im Jahr 1969 geschaffen, meinte Helmut Netzker in der Kunstzeitschrift Bildende Kunst, es werde „in heiterer, bildhafter Form die Geschichte dieses wichtigen Hilfsmittels des Menschen“ erzählt, was „von der wachsenden menschlichen Schöpferkraft“, die hier in einer Wasserkraftturbine gipfele, zeuge. Das Werk gehe „über ein ornamentales Schmücken hinaus“ und besitze „bildenden und erzieherischen Wert“. Allerdings fehle ihm die „über die didaktische Tatsachenschilderung“ hinausgehende künstlerisch-poetische Komponente. Die architekturbezogenen Arbeiten Worners seien, fasste Jutta Schmidt 1971 ebenfalls in der Bildenden Kunst zusammen, durch „gewisse didaktische Momente“ gekennzeichnet. Stets versuche er, „den Prozeßcharakter einer historischen Entwicklung zu erfassen“.
In seinen Plastiken, die Arbeiter, Studenten und Wissenschaftler porträtieren, offenbare sich, schrieb Anke Nikolai 1976 im Neuen Deutschland, „das Streben des Künstlers, Größe und Schönheit des Menschen zu erfassen“. Aquarelle wie Moskau oder Bagdad seien, „ein unmittelbares Niederschreiben des gerade Erlebten und darum für den Beschauer so lebensnah“.
Ebenfalls aus dem Jahr 1976 stammt die Charakterisierung des Kunsthistorikers Horst-Jörg Ludwig, die er in der Berliner Zeitung veröffentlichte. Darin heißt es, Worners Schaffen zeichne zwei Züge aus: „Erstens die verantwortungsvolle Gestaltung dessen, was für den Kommunisten Heinz Worner immer Ziel des Kampfes geblieben ist, die Befreiung des Menschen von Unterdrückung und Ausbeutung. […] Zweitens ist es die naive Freude am Sichtbaren, an der Vielfalt der Landschaftsbildung und der Architektur, die seine Zeichnungen und Aquarelle ausdrücken.“
1986 richtete die für die Nationalzeitung Berlin schreibende Kunsthistorikerin Edith Krull ihr Augenmerk auf die Exponate einer Ausstellung und sah in den Büsten „eine Reihe […] lebensvoll gestalteter Bildnisse“, die „von der Kunst des Bildhauers, im menschlichen Antlitz das Wesen des Dargestellten einzufangen“ zeugten. Sie attestierte Worner auch eine Versiertheit im Zeichnen, von Filzstiftstudien bis zu „strahlenden“ Aquarellen.

## Spätere Rezeption
Der Kunstgeschichtler Andreas Schätzke schrieb in seinem 1999 veröffentlichten Buch Rückkehr aus dem Exil. Bildende Künstler und Architekten in der SBZ und frühen DDR: „Heinz Worner gehörte nicht zu den prominenten Bildhauern der DDR. Einige seiner stets gegenständlichen Arbeiten, meist solche von programmatischem Charakter, tauchen dennoch immer wieder in den Publikationen zur Kunst in der DDR auf. Dazu zählt sein 1941 in Großbritannien entstandenes Bronzerelief Moorsoldaten. Ein stilistisch ähnliches Gipsrelief mit dem Titel Unser Weg (1939/1940) hat die Verfolgung und den zukünftigen Sieg der kommunistisch organisierten Arbeiterbewegung zum Gegenstand. Seine gleichfalls im englischen Exil geschaffene Büste der kommunistischen Widerstandskämpferin Minna Fritsch wurde vom Zentralkomitee der SED erworben. In den ständigen Blick einer größeren Öffentlichkeit gelangte seine Kolossalstatue Lehrer, die in den fünfziger Jahren nahe der Stalinallee aufgestellt wurde. Während solche größeren Arbeiten oft von einer eher monumentalen Statik mit stark handwerklichem Charakter sind, erlangten viele kleinere Arbeiten größere Leichtigkeit und Lebensnähe.“

## Auszeichnungen
- 1958: Medaille für Kämpfer gegen den Faschismus 1933 bis 1945
- 1962: Johannes-R.-Becher-Medaille in Silber
- 1963: Ehrenabzeichen der Pionierorganisation
- 1965: Medaille für ausgezeichnete Leistungen
- 1967: 2. Preis im Wettbewerb der Berliner bildenden Künstler für die Plastik Den tapferen Matrosen der Oktoberrevolution
- 1969: Verdienstmedaille der DDR
- 1970: Medaille für hervorragende Leistungen bei der sozialistischen Erziehungsarbeit in Gold
- 1970: Johannes-R.-Becher-Medaille in Gold
- 1971: Vaterländischer Verdienstorden in Bronze
- 1971: Artur-Becker-Medaille in Bronze
- 1977: Banner der Arbeit, Stufe II
- 1978: Ehrenmitglied des Verbandes Bildender Künstler der DDR
- 1981: Vaterländischer Verdienstorden in Silber
- 1984: Vaterländischer Verdienstorden in Gold
- 1987: Otto-Nagel-Medaille des Bezirksverbandes Bildender Künstler Berlin

## Fotografische Darstellung Worners
- Barbara Morgenstern: Heinz Worner (eine von mehreren Fotografien)[38]

## Werke (Auswahl)

### Berliner Zeit
- 1932: Großmutter (Kopf, Bronze)
- 1935: Elisabeth (Kopf, Bronze)
- 1935: Wir bauen uns ein Haus (Keramikrelief)
- 1936: Fohlen (auch: Pferd) (Bronze)
- 1936: Am Fuchsberg (Aquarell)

### Britisches Exil
- 1939: Vera (Kopf, Bronze)
- 1939: Stehendes Mädchen (auch: Der Morgen) (Bronze)
- 1939/1940: Unser Weg (auch: Der Weg eines Kommunisten) (Gipsrelief, Serie aus 6 Platten), befindet sich im Deutschen Historischen Museum
- 1940: Moorsoldaten (Bronzerelief),[39] befindet sich im Deutschen Historischen Museum
- 1943:  Minna Fritsch (Büste, Bronze), befindet sich im Deutschen Historischen Museum
- 1943/1944: Arbeiterveteran Otto Franke (Kopf, Bronze), befindet sich im Deutschen Historischen Museum

### Rückkehr aus der Emigration
- 1947–1960: aus Mangel an Edelmetallen diverse Arbeiten in Gips, Sandstein, Plastilina

### Arbeiten in der DDR
- 1961: Zwerghahn (auch Kleiner Hahn) (Bronze), befand sich im Kloster Unser Lieben Frauen
- 1962: Student aus Ghana (Bronze), befand sich in der Galerie Junge Kunst, Frankfurt (Oder)
- 1963: Großer Kampfgruppenmann (Bronze), befand sich beim Rat der Stadt Leipzig
- 1965: Für Sepp Miller (Bronzerelief), befand sich im Kulturfonds Berlin
- 1965: Budjonny-Reiter (Bronzerelief)
- 1967: Aurora (Matrosenbüste, Bronze)
- 1968: Befreiung (Figurengruppe, Bronze), befand sich in der Karl-Marx-Universität Leipzig
- 1968: Roter Frontkämpfer (Statuette, Bronze),[40] ausgestellt 1972/1973 auf der VII. Kunstausstellung der DDR, befand sich im Magistrat der Stadt Berlin
- 1969: Fritz Schmenkel (Kopf, Bronze), befand sich im Armeemuseum, Potsdam, dem heutigen Militärhistorischen Museum der Bundeswehr, Dresden (Übernahme unklar)
- 1970: Junger Ingenieur (Kopf, Bronze), befand sich im Kulturfonds Berlin
- 1973 und 1976: Barbara (2 Fassungen) (Kopf, Bronze),[41] ausgestellt 1977/1978 auf der VIII. Kunstausstellung der DDR, erste Fassung befand sich im Magistrat der Stadt Berlin (heute im Kunstarchiv Beeskow), die zweite Fassung im Besitz des Künstlers

## Werke im öffentlichen Raum

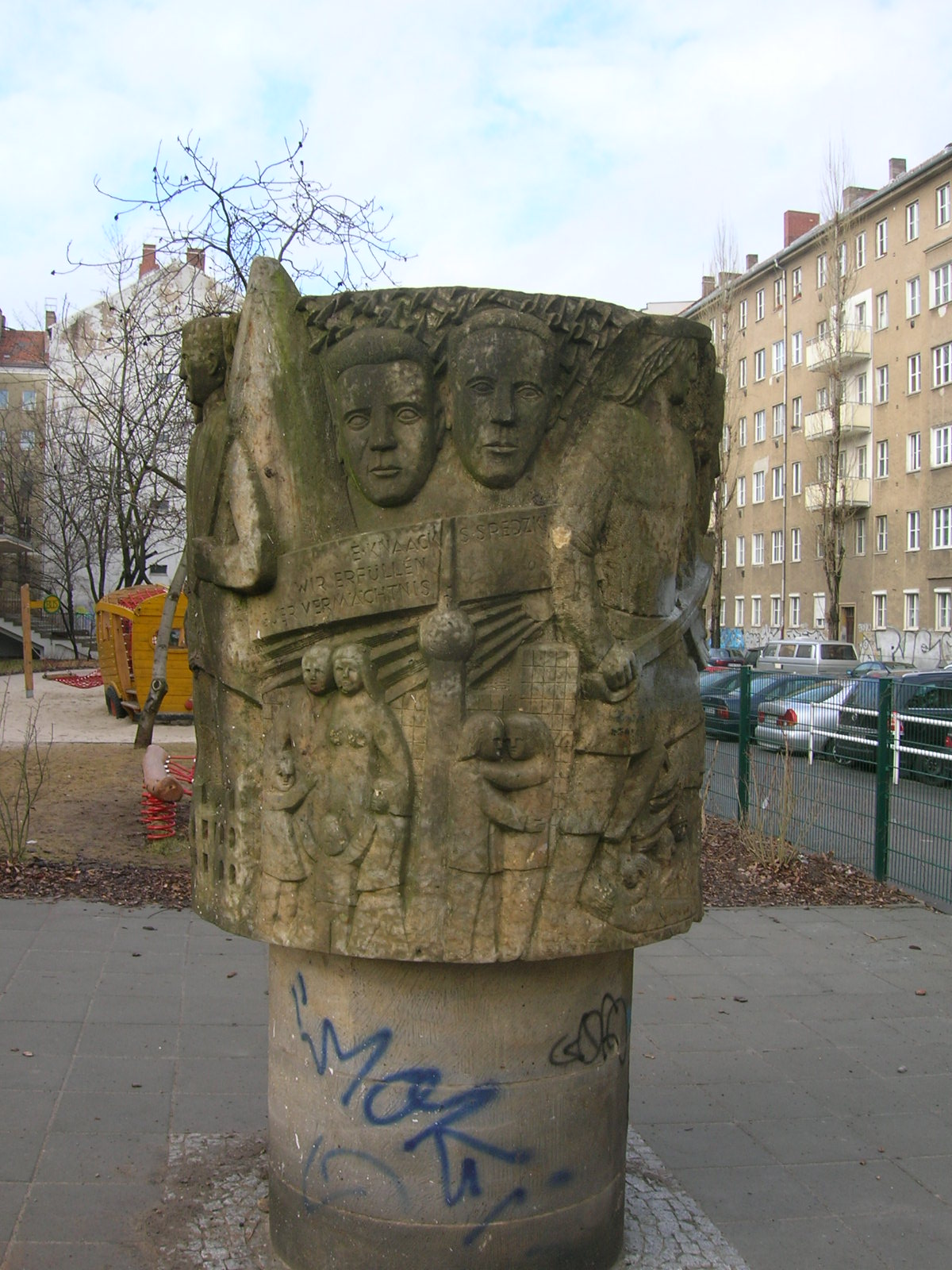
Gedenkstele für Siegmund Sredzki und Ernst Knaack

- 1952: Lehrer (Sandstein), Frankfurter Allee 23, Berlin-Friedrichshain
- 1958: (mit Siegfried Krepp:) Spartakus – das heißt Feuer und Geist (Gedenkstätte für den Spartakusbund; geschwungene Steinwand), Chausseestraße 121, Berlin-Mitte (nicht mehr vorhanden)
- 1960: (mit Rolf Winkler:) Vier Temperamente (Putti-Kopien nach Johann Gottfried Knöffler), Tierpark Berlin-Friedrichsfelde/Schloss Friedrichsfelde (weitere Kopien seit 2000: Villa Hildebrandt/Kavalierhaus, Breite Str. 20, Berlin-Pankow)
- 1963: Großer Kampfgruppenmann (Bronze, Abguss), VEB Bergmann Borsig
- 1968: Großer Hahn,[42] Bürgerpark Pankow, Wilhelm-Kuhr-Str. 9, Berlin-Pankow
- 1969: Erfindung des Rades, Schulgebäude (Brüstung der Eingangstreppe) Brixener Str. 40/Ecke Tiroler Str., Berlin-Pankow (nicht mehr vorhanden)
- 1970: (mit Karl Hillert und Harry Lüttger:) Die Geschichte der Mathematik (Metallreliefs), Rechenzentrum (Haus der Statistik) in der (damaligen) Hans-Beimler-Straße, Berlin-Mitte (seit 2008 im Innenhof des Bundesministeriums für Arbeit und Soziales)
- 1973: Kurt Schlosser (Kupferrelief), damalige Kurt-Schlosser-Oberschule (heutiges Dathe-Gymnasium), Helsingforser Str. 11, Berlin-Friedrichshain
- 1973/1974: Szenen aus der Geschichte der Sowjetunion, (Granit/Bronze-Reliefstele),[43] damalige Otto-Franke-Oberschule (heutige Kreativitäts-Grundschule in der Hartriegelstraße, Hartriegelstr. 77, Berlin-Treptow)
- 1975: Hans Coppi (Kopf, Bronze), damalige Oberschule Hans Coppi (heutiges Hans-und-Hilde-Coppi-Gymnasium), Berlin-Karlshorst
- 1977: Jüdische Kinder (Relieftafel mit Kollwitz-Motiv) für das jüdische Säuglings- und Kinderheim in der damaligen Moltkestraße 8–11, heute Wilhelm-Wolff-Str. 30–38, Berlin-Pankow (1988 erneuert)
- 1979: Wilhelm Koenen (Büste, Bronze), damalige Wilhelm-Koenen-Oberschule (heutige Hausburg-Grundschule), Hausburger Str. 20, Berlin-Friedrichshain
- 1980/1981: Traditionen der deutschen Arbeiterbewegung (auch: Zur Geschichte der deutschen Arbeiterbewegung) (Sandstein-Reliefstele),[44] Siegmund-Sredzki-Oberschule in der Knaackstraße, Grünfläche Knaackstr. 53–67, Berlin-Prenzlauer Berg

## Ausstellungen (unvollständig)
- 1954, 1957, 1958, 1969: Beteiligung an der VBK-Bezirkskunstausstellung Berlin mit jeweils einem Werk (Otto Franke, Bronze; Krähender Hahn, Bronze; Wir von Kronstadt, getönter Gips; Thälmann, getönter Gips)
- 1960, 1961: Beteiligung an der Ausstellung zur Ostseewoche, Rostock
- 1962 bis 1978: Beteiligung an der Fünften Deutschen Kunstausstellung bis zur VIII. Kunstausstellung der DDR, Dresden
- 1967, 1969, 1971: Beteiligung an Plastik und Blumen, Berlin-Treptow
  - 1971: Plastik und Blumen, Freiluftschau von Künstlern aus der DDR und Polen, Treptower Park, Berlin-Treptow (Worner hier nur mit Arbeiterveteranin Minna Fritsch vertreten)
- 1971: Zum 60. Geburtstag, Gruppenausstellung mit Ruthild Hahne und Hans Kies, Berliner Galerie im Turm am Frankfurter Tor
- 1975: Beteiligung an Kleinplastik-Wanderausstellung des VBK, Altes Museum, Berlin (und andere Orte)
- 1976: Heinz Worner – Plastik, Zeichnungen und Aquarelle, Kleine Galerie, Berlin-Pankow
- 1976: Ateliergemeinschaft Klosterstraße, Gruppenausstellung, Altes Museum, Berlin (noch einmal: 1988, Berliner Galerie Mitte, Berlin-Mitte)
- 1979: Unser Anfang, Gruppenausstellung, Kulturhaus „Erich Weinert“, Berlin-Pankow
- 1981: Heinz Worner Werkquerschnitt und Tonmänneken von Kindern, Theater-im-Palast-Galerie, Palast der Republik, Berlin-Mitte
- 1984: Heinrich Burkhardt, Egmont Schaefer, Herbert Tucholski, Heinz Worner. Aquarelle, Zeichnungen, Grafik, Plastik, Ausstellungszentrum am Berliner Fernsehturm, Berlin-Mitte
- 1989: 50. Jahrestag Freier Deutscher Kulturbund in Großbritannien (Worner-Arbeiten und Lebensdokumente), Galerie des Clubs der Kulturschaffenden „Johannes R. Becher“, Berlin-Mitte
- 2000: Heinz Worner, Kunstsalon Bel Etage, Berlin-Pankow
- 2000: Heinz Worner. Zum 90. Geburtstag, Kulturhaus Erich Weinert, Berlin-Pankow
- 2010: Heinz Worner & Freunde, Galerie Joachim Pohl, Berlin-Pankow

## Publizistik (Auswahl)
- (mit Helen Rosenau:) Die Kunst unter dem Nationalsozialismus. In: Freier Deutscher Kulturbund in Großbritannien (Hrsg.): Der Fall Professor Huber. Free German League of Culture in Great Britain, London 1943, S. 15–18.
- Bildende Kunstler [sic] im K. B. In: Freie Deutsche Kultur. German Anti-Nazi Monthly, Dezember/Januar 1943/1944, S. 7.
- Lenin in der bildenden Kunst der Sowjetunion. In: Die neue Gesellschaft. Zeitschrift der Gesellschaft zum Studium der Kultur der Sowjetunion, 3/1950, S. 284–290.
- Der Irak ehrt seine Helden. In: Berliner Zeitung, 22. Dezember 1961, S. 7 (über Bagdad, den Bildhauer Jewad Selim und seine Kunst).
- Malt so fröhlich, wie ihr selbst seid. Der Berliner Bildhauer Heinz Worner erzählt. In: Neues Deutschland, Nr. 36/1978 vom 11. Februar 1978, Beilage S. 11, Im Blickpunkt.
- Wiedersehen mit einem Haus. In: Gudrun Schmidt, Brigitte Bayer (Hrsg.): Ateliergemeinschaft Klosterstraße. Vom stillen Kampf der Künstler. Ausstellung zum zehnjährigen Bestehen der Galerie Mitte. 8. Januar bis 22. Februar 1988, Galerie Mitte beim Kreiskulturhaus Berlin-Mitte, Berlin, 1988, S. 5 f.

### Aufsätze in der Zeitschrift „Bildende Kunst“, Dresden (Auswahl)
- Oskar Kokoschka. 1948, S. 14–16.
- Neue ägyptische Kunst. 9/1958, S. 599–605.
- Der arbeitende Mensch erfüllt seine Gemälde. Zum Schaffen des ägyptischen Malers Mohamed Ewiss. 1961, S. 377–382.
- Oskar Kokoschka. Erinnerungen an die Zeit seiner Emigration. 1961, S. 609–612.
- Deutsche antifaschistische Künstler im englischen Exil (1939–1946). 3/1962, S. 142–152.
- Ohne stilistische Schablone. Zum Schaffen des Bildhauers Siegfried Krepp. 1965, S. 305–308.